# Pétrus (pièce de théâtre)
folies
Pour les articles homonymes, voir Pétrus.
Pétrus est une pièce de théâtre en quatre actes de Marcel Achard, créée à la Comédie des Champs-Élysées le 8 décembre 1933. Elle a été diffusée pour la première fois le 14 août 1973 sur la deuxième chaîne de l'ORTF.

## Argument
Deux policiers et un commissaire de police attendent dans leurs locaux de service. Deux coups de feu retentissent. Les agents sortent et ramènent au commissariat trois femmes et un homme. Les demoiselles sont danseuses aux Folies Bergère. L'homme, Rodriguez, est un danseur mondain. L'une des femmes, Migo, s'accuse d'avoir voulu tirer sur Rodriguez.

## Comédie des Champs-Élysées,1933
À partir du 8 décembre 1933 à la Comédie des Champs-Élysées.
- Mise en scène : Louis Jouvet
- Décors : Léon Leyritz
- Costumes : Edmond Courtot
- Musique : Francis Poulenc
- Personnages et interprètes :
  - Pétrus : Louis Jouvet
  - Migo : Thérèse Dorny
  - Josette : Janine Crispin
  - Francine : Lucienne Le Marchand
  - Arlette : Véra Markels
  - le commissaire : Alexandre Fabry
  - Rodriguez : Robert Le Vigan
  - le client : Pierre Renoir
  - Corcoran : Romain Bouquet
  - Ribadeau : Alexandre Rignault
  - Buddenbrock : André Moreau
  - Macreuse : Julien Barrot

## Au théâtre ce soir,1973

### Fiche technique
- Auteur : Marcel Achard
- Mise en Scène : Jean Le Poulain
- Réalisation : Georges Folgoas
- Décors : Roger Harth
- Costumes : Donald Cardwell
- Ingénieur de la vision : Lucien Laplace
- Ingénieur du son : Michel Ruby
- Cadreurs : Jacques Courbon, Françoise Hermann, Yves Keros, Guy Greemaat
- Direction de la scène : Edward Sanderson
- Directeur de la photographie : Lucien Billard
- Script : Yvette Boussard
- Script assistant : Guy Mauplot
- Date et lieu d'enregistrement : 20 octobre 1973 au théâtre Marigny

### Distribution
- Marco Perrin : Ribadeau
- Jean Péméja : Macreuse
- Jacques Marin : Le commissaire
- Liliane Montevecchi : Francine
- Francis Joffo : Rodriguez
- Amarande : Migo
- Arlette Didier : Josette
- Michel Duchaussoy : Pétrus
- Jean Marsan : un monsieur
- Claude Rollet : Corcoran
- Babette Ducray : Arlette
- Jean-Simon Prévost : l'inspecteur de police